# Misumena viridans
Misumena viridans là một loài nhện trong họ Thomisidae.
Loài này thuộc chi Misumena. Misumena viridans được Cândido Firmino de Mello-Leitão miêu tả năm 1917.